# 王书平 (企业家)
王书平（1970年—），山东嘉祥人，汉族，中华人民共和国企业家、政治人物，山东圣丰种业董事长，中国民主建国会会员，第十二届全国人民代表大会山东地区代表。
毕业于山东农业大学农学专业。2013年，担任全国人大代表。